# Igor Stravinskij
Igor Fjodorovitj Stravinskij (født 17. juni 1882 i Oranienbaum, Rusland, død 6. april 1971 i New York City, USA) var en russiskfødt komponist, pianist og dirigent, som senere blev fransk og amerikansk statsborgerskab. Han regnes bredt for at være en af det 20. århundredes vigtigste og mest indflydelsesrige komponister og spillede en central rolle i udviklingen af modernistisk musik.
Stravinskij var kendt for sin stilistiske alsidighed. Han opnåede international berømmelse med sine balletter, som blev skrevet til impresarioen Sergej Djagilev og opført af Ballets Russes i Paris: L'Oiseau de feu (1910), Pétrouchka (1911) og Le Sacre du printemps (1913). Sidstnævnte værk var banebrydende og revolutionerede opfattelsen af rytme i musik. Le Sacre du printemps etablerede Stravinskij som en musikalsk revolutionær, der udfordrede tidens kompositoriske normer. Hans "russiske periode" fortsatte med værker som Renard (1916), L'Historie du soldat (1918) og Les noces (1923). Herefter fulgte i 1920'erne en nyklassicistisk periode, hvor han søgte inspiration i det 18. århundrede og anvendte traditionelle musikformer som concerti grossi, symfonier og fugaer. I 1950'erne begyndte Stravinskij at eksperimentere med tolvtonemusikken, og kompositionerne fra denne periode viser gennem deres rytmer og instrumentering tydelige forbindelser til hans tidligere værker.

## Biografi

### Opvækst (1882-1901)
Stravinskij blev født den 17. juni 1882 i Oranienbaum nær Sankt Petersborg. Hans far, Fjodor Stravinskij, var bassanger ved operahuset i Kyiv og Mariinskijteatret i Sankt Petersborg, mens hans mor, Anna Stravinskij, var datter af en højtstående ukrainsk embedsmand. Igor var den tredje af fire sønner. Stravinskij-familien havde fornem polsk-russisk afstamning og var bærere af Sulima-våbenskjoldet, som kan spores tilbage til det 14. århundrede. Slægtens oprindelige navn var Sulima-Stravinskij, og navnet "Stravinskij" er afledt af floden Stréva i Litauen.
Stravinskij blev døbt i Sankt Nikolaj Katedralen i Sankt Petersborg. Fra sin tidlige barndom og frem til 1914 tilbragte han sine somre i den ukrainske by Ustyluh. Hans første skolegang var ved Det Andet Gymnasium i Sankt Petersborg, som han gik på indtil sine teenageår. Herefter blev han optaget på det private gymnasium Gourevitj, hvor han studerede historie, matematik, latin, græsk, kirkeslavisk, fransk, tysk og russisk. Stravinskij brød sig ikke om skolelivet og følte sig ensom: "Jeg mødte aldrig nogen, som tiltalte mig," har han udtalt.
Stravinskij udviklede allerede som barn en dyb kærlighed til musikken. Som 8-årig overværede han en opførelse af Pjotr Tjajkovskijs ballet Tornerose (1889) på Mariinskijteatret, en oplevelse der førte til en livslang fascination af både ballet og Tjajkovskijs musik. Han begyndte at tage klavertimer som 9-årig og modtog samtidig undervisning i musikteori og komposition. Som 15-årig havde Stravinskij mestret Felix Mendelssohns første klaverkoncert (1830) og afsluttede også en omarrangering af en strygekvartet af Aleksandr Glasunov for klaver. Glasunov var dog efter sigende ikke imponeret over Stravinskijs talent og anså ham for at være umusikalsk.

### Uddannelse og ungdomsværker (1901-1909)
På trods af Stravinskijs musikalske talent ønskede hans forældre, at han skulle studere jura. I 1901 blev han derfor optaget på Sankt Petersborgs Universitet, hvor han studerede strafferet og retsfilosofi. Der var dog ikke mødepligt, og Stravinskij anslog selv, at han i løbet af sine fire år på universitetet deltog i færre end 50 forelæsninger. I 1902 mødte han Vladimir Rimskij-Korsakov, søn af komponisten Nikolaj Rimskij-Korsakov, som var professor ved Sankt Petersborg Konservatorium og anerkendt som tidens førende russiske komponist. Stravinskij ønskede at møde Rimskij-Korsakov for at diskutere sine musikalske aspirationer og tilbragte derfor sommerferien 1902 med Vladimir og hans familie i den tyske by Heidelberg. Rimskij-Korsakov frarådede ham dog at søge ind på konservatoriet og opfordrede ham i stedet til at fortsætte med privatundervisning i musikteori.
Efter sin fars død i 1902 brugte Stravinskij mere tid på musikken end på jurastudierne. Den Blodige Søndag i 1905, som førte til en midlertidig nedlukning af universitetet, forhindrede ham desuden i at kunne gå til eksamen, og dette bidrog til hans beslutning om at hellige sig musikken fuldtud. Stravinskij begyndte herefter at studere komposition to gange om ugen under Nikolaj Rimskij-Korsakovs vejledning og kom til at betragte ham som en faderfigur. Deres lektioner fortsatte indtil Rimskij-Korsakovs død i 1908. I april 1906 modtog Stravinskij sit eksamensbevis for en halvt gennemført jurauddannelse og fokuserede herefter udelukkende på at komponere. Omkring dette tidspunkt færdiggjorde han sit første værk, en symfoni i Es-dur. Ved Rimskij-Korsakovs død komponerede Stravinskij Chant funèbre (1908), der kun blev opført én gang og blev anset for tabt indtil dets genopdagelse i 2015.
På trods af den russisk-ortodokse kirkes forbud mod ægteskaber mellem familiemedlemmer, giftede Stravinskij sig i 1906 med sin kusine Jekaterina Nossenko. De boede i Stravinskij-familiens hjem ved Krjukov-kanalen i Sankt Petersborg, indtil de flyttede til Ustyluh, hvor Stravinskij selv tegnede deres hus. Han beskrev senere Ustyluh som sit "himmelske sted." Her skrev han mange af sine tidlige værker, og i dag findes et museum, der fokuserer på Stravinskijs liv, samt en årlig Stravinskij-festival i den nærliggende by Lutsk. Parrets to første børn, Fjodor og Ludmila, blev født i Ustyluh i henholdsvis 1907 og 1908.

### Balletter og international berømmelse (1909-1920)
I februar 1909 blev Stravinskijs to værker Scherzo fantastique (1908) og Feu d'articfice (1909) uropført ved en koncert i Sankt Petersborg. Denne begivenhed markerede et afgørende vendepunkt i Stravinskijs karriere. Blandt publikum var Sergej Djagilev, grundlæggeren af Ballet Russes, der på det tidspunkt arbejdede på en iscenesættelse af en række russiske operaer og balletter til den kommende teatersæson i Paris. En af de nye produktioner skulle være en ballet baseret på det russiske eventyr om ildfuglen. Djagilev henvendte sig først til komponisten Anatolij Ljadov, men da Ljadov anslog, at han skulle bruge et år på at skrive musikken, spurgte Djagilev i stedet Stravinskij.
L'Oiseau de feu havde premiere på Pariseroperaen den 25. juni 1910 og blev mødt med stor begejstring, hvilket medførte, at Stravinskij hurtigt blev internationalt kendt. I sommeren 1910 flyttede han med sin gravide hustru til La Baule i Frankrig, og om efteråret videre til Clarens i Schweiz, hvor Jekaterina fødte deres anden søn, Svjatoslav. Familien tilbragte somrene i Ukraine og vintrene i Schweiz. Djagilev bestilte snart endnu en ballet af Stravinskij, Pétrouchka, baseret på et russisk eventyr om en dukke, der forelsker sig i en ballerina. Selvom Pétrouchka ikke opnåede samme omgående succes som L'Oiseau de feu ved premieren på Théâtre du Châtelet i 1911, konsoliderede værket Stravinskijs ry som en banebrydende komponist.
Stravinskijs tredje ballet til Ballets Russes, Le Sacre du printemps, skabte en sensation og forårsagede opstand blandt anmeldere, musikere og publikum. Balletten, baseret på en fortælling af Nikolaj Rerikh, skildrer et hedensk ritual, hvor en ung pige udvælges til at danse sig til døde som en forårsofring til solguden Jarilo. Stravinskijs musik var revolutionerede med sin eksperimenterende tonalitet, komplekse rytmer og dissonans. Den radikale koreografi og musik førte til deciderede optøjer ved premieren på Théâtre des Champs-Élysées den 29. maj 1913.
Kort tid efter premieren på Le Sacre du printemps blev Stravinskij syg af tyfus og blev indlagt på et hospital i Paris. I juli 1913 vendte han tilbage til Ustyluh, hvor han brugte resten af sommeren på at færdiggøre sin første opera, Le Rossignol, baseret på H.C. Andersens eventyr Nattergalen (1843). I januar 1914 blev Stravinskijs fjerde barn, Maria Milena, født, men kort efter fik hans hustru Jekaterina konstateret tuberkulose og blev indlagt på et sanatorium i Leysin, Schweiz. Stravinskij flyttede ind i et nærliggende hus, hvor han færdigjorde Le Rossignol. Operaen fik premiere i Paris i maj 1914. Oprindeligt havde Det Frie Teater i Moskva købt værket for 10.000 rubler, men teatret gik konkurs inden opførelsen. Modtagelsen af Le Rossignol var blandet, da publikum og anmeldere, efter det kraftfulde Le Sacre du printemps, havde forventet noget mere voldsomt end operaens sarte og delikate klang. Ikke desto mindre blev komponister som Maurice Ravel, Béla Bartók og Reynaldo Hahn stærkt begejstrede for værket og fremhævede en mulig indflydelse fra Arnold Schönberg.
I april 1914 vendte Stravinskij-familien tilbage til deres feriehus i Clarens. Kort efter udbrød 1. verdenskrig, og Stravinskij, der blev fritaget fra militærtjeneste på grund af helbredsproblemer, skyndte sig til Ustyluh for at hente familiens ejendele inden Europas grænser lukkede. I juni 1915 flyttede familien fra Clarens til Morges nær Lausanne ved Genevesøen, hvor de boede indtil 1920. I december debuterede Stravinskij som dirigent ved to støttekoncerter arrangeret af Røde Kors, hvor han dirigerede L'Oiseau de feu. Krigen og den efterfølgende russiske revolution i 1917 forhindrede ham i at vende tilbage til sit fædreland.
Mod slutningen af 1910'erne oplevede Stravinskij økonomiske problemer, da først Rusland og senere Sovjetunionen ikke anerkendte Bernerkonventionens bestemmelser om ophavsret, hvilket gjorde det umuligt for ham at modtage licensafgifter for opførelser af hans værker med Ballets Russes. Han bebrejdede Sergej Djagilev for sin økonomiske situation og anklagede ham for kontraktbrud. Mens Stravinskij arbejdede på det sceniske værk L'Historie du soldat, søgte han økonomisk støtte hos den schweiziske filantrop Werner Reinhardt, som indvilligede i at sponsorere projektet. Reinhardt garanterede også for stykkets uropførelse i Lausanne i september 1918. Som tak dedikerede Stravinskij L'Historie du soldat til Reinhardt og gav ham det originale partitur. I 1919 sponsorerede Reinhardt flere opførelser af Stravinskijs kammerværker, og som tak dedikerede Stravinskij tre klarinetstykker til Reinhardt, som selv var amatørklarinettist.

### Livet i Frankrig (1920-1939)
I juni 1920 flyttede Stravinskij-familien fra Schweiz til Frankrig og bosatte sig midlertidigt i Carantec, Bretagne, mens de ledte efter et permanent hjem i Paris. Kort efter blev de kontaktet af modeskaberen Coco Chanel, som inviterede dem til at bo i hendes palæ i Paris, indtil de fandt deres eget sted. Familien Stravinskij takkede ja og flyttede ind i september. I december samme år sikrede Chanel en genopsætning af Le Sacre du printemps ved at donere 300.000 francs anonymt til Sergej Djagilev.
Stravinskij indgik i 1920 en kontrakt med den franske klaverfabrikant Pleyel, hvor han arrangerede mange af sine værker for deres selvspillende klaver, Pleyela. Fabrikanten tog sig af licensindkrævninger på hans vegne og betalte ham desuden en fast månedlig løn. Fra 1921 stillede Pleyel også lokaler til rådighed for Stravinskij i Paris, hvor han både arbejdede og underholdt sine venner og bekendte. I denne periode begyndte han en affære med danserinden Vera de Bosset, som var gift med scenografen Sergej Sudeikin. Affæren førte til, at Sudeikin og Bosset blev skilt.
I 1921 flyttede Stravinskij-familien til Biarritz i det sydlige Frankrig, hvor Stravinskij færddigjorde Trois mouvements de Petrouchka, en klaverarrangering af Pétrouchka til pianisten Artur Rubinstein. I Biarritz orkestrerede han også en genopsætning af Tjajkovskijs ballet Tornerose for Ballets Russes. Indtil sin hustrus død i 1939 levede Stravinskij et dobbeltliv, hvor han delte sin tid mellem sin familie i Biarritz og Vera de Bosset i Paris. Jekaterina, Stravinskijs hustru, accepterede hans utroskab med en blanding af overbærenhed, bitterhed og medfølelse.
I juni 1923 fik Stravinskijs ballet Les noces premiere i Paris med Ballets Russes. I juli begyndte han at modtage anonyme donationer fra en amerikansk velgører, der blot omtalte sig selv som "Madame." Udover en første check på 1000 dollars, lovede "Madame" at sende yderligere 6000 dollars over de næste tre år. Stravinskijs senere samarbejdspartner, Robert Craft, mente, at velgøreren muligvis var den berømte dirigent Leopold Stokowski, som Stravinskij havde mødt for nylig. Craft spekulerede i, at Stokowski forsøgte at lokke Stravinskij til USA.
I september 1924 købte Stravinskij et feriehus i Nice, hvor han genopdagede sin russisk-ortodokse tro gennem hjælp fra en lokal russisk præst. Samtidig reflekterede han over sin fremtid som udøvende musiker. Efter at have dirigeret uropførelsen af Octour pour instrument à vent (1923) ved en af Sergej Koussevitskijs efterårskoncerter, begyndte Stravinskij i stigende grad at fokusere på at dirigere sine egne værker og optræde som solist. På opfodring fra Koussevitskij spillede han klaver ved uropførelsen af Concerto pour piano et instruments à vents i 1924. Værket blev godt modtaget, og Stravinskij sikrede sig rettighederne til at fremføre det i de næste fem år. Som følge heraf tog han på en turné i årene 1924-1925, hvilket markerede begyndelsen på en ny fase i hans musikalske karriere.
I maj 1927 havde Stravinskijs opera Oedipus Rex premiere i Paris. Værket blev hovedsageligt finansieret af Winnarette Singer, der betalte 12.000 francs for en privat forpremiere i sit hjem. Stravinskij overgav efterfølgende pengene til Djagilev. Til Stravinskijs store frustration blev premieren modtaget med blandede anmeldelser. Kritikerne trak endnu engang paralleller til hans tidligere værk Le Sacre du printemps, hvilket trættede Stravinskij, der følte sig fanget i en konstant sammenligning med sine ungdomsværker. Efter premieren modtog Stravinskij imidlertid en begejstret henvendelse fra den amerikanske mæcen Elizabeth Coolidge, som bad ham skrive et partitur til et balletarrangement for Library of Congress. Dette resulterede i balletten Apollo, som blev opført i 1928.
I juni 1934 opnåede Stravinskij-familien fransk statsborgerskab. Samme år flyttede de tilbage til Paris og bosatte sig på Rue du Faubourg Saint-Honoré, hvor de boede de næste fem år. Stravinskij benyttede sit nye statsborgerskab til at udgive sine erindringer, Chroniques de ma Vie, som udkom i 1935. Samme år tog han på turné i USA med violinisten Samuel Dushkin. Derudover komponerede Stravinskij klaverstykket Concerto per due pianoforti soli til sig selv og sin søn Svjatoslav, da Pleyel-fabrikken byggede et specialdesignet dobbeltklaver til dem. I 1936 turnede far og søn med dette værk i både Europa og Sydamerika.
I 1937 gjorde Stravinskij sin amerikanske debut som dirigent ved premieren på sin ballet Jeu de cartes i New York City, bestilt af Lincoln Kirstein og koreograferet af George Balanchine. Ved sin hjemkost til Frankrig hastede Stravinskij til alpebyen Annemasse, hvor hans hustru Jekaterina og to døtre, Ludmila og Maria Milena, var blevet indlagt med tuberkulose. Ludmila døde i 1938, og Jekaterina fulgte i 1939. Stravinskij tilbragte selv fem måneder på et sanatorium i landsbyen Passy, og mens han var indlagt, døde også hans mor, Anna.
Genem sine år i Paris havde Stravinskij knyttet mange forbindelser til amerikanere bosiddende i byen. Han var allerede begyndt at arbejde på sin symfoni i C til Chicago Symphony Orchestra, da han blev tilbudt det prestigefyldte Charles Eliot Norton-lektorat ved Harvard University. Som Charles Eliot Norton-lektor forpligtede Stravinskij sig til at give seks forelæsninger om "musikkens poesi" i perioden 1939-1940.  

### Livet i USA (1939-1971)

#### Første år i USA (1939-1945
Stravinskij ankom til New York City i september 1939. Herfra rejste han videre til Cambridge, Massachusetts, hvor han var tilknyttet Harvard University. De første par måneder boede han hos kunsthistorikeren Edward W. Forbes. Vera de Bosset ankom i januar 1940, og de blev gift den 9. marts i Bedford, Massachusetts. Efter opholdet på Harvard flyttede det nygifte par til Hollywood, Californien, i 1941, hvor Stravinskij håbede, at det varme klima ville forbedre hans helbred.
Selvom Stravinskij havde vænnet sig til livet i Frankrig, var det en helt anden oplevelse at flytte til USA i en alder af 58. I starten omgikkes han derfor mest med russiske emigranter, men han indså snart, at det ikke var til gavn for ham, hverken intellektuelt eller professionelt, at begrænse sine kontakter til russere. Han blev hurtigt fascineret af Los Angeles' blomstrende kulturliv, der under 2. verdenskrig tiltrak mange forfattere og musikere. Stravinskij knyttede særligt venskaber med britiske forfattere som W.H. Auden, Christopher Isherwood og Dylan Thomas, som ofte besøgte ham i hans hjem i Hollywood. De delte en forkærlighed for stærk spiritus – især Aldous Huxley, som Stravinskij talte fransk med. I en længere periode havde Stravinskij og Huxley tradition for at invitere avantgardekunstnere og andre berømtheder fra den amerikanske vestkyst til lørdagsfrokost i deres hjem.
I 1940 færdiggjorde Stravinskij sin symfoni i C og dirigerede selv uropførelsen med Chicago Symphony Orchestra samme år. I denne periode begyndte Stravinskij også at komponere filmmusik. Den største store film, der brugte hans musik, var Walt Disneys Fantasia (1940), hvor et segment om verdens skabelse og dinosaurernes tidsalder indeholder uddrag fra Le Sacre du printemps. Musikken i segmentet blev dirigeret af Leopold Stokowski. Orson Welles opfordrede Stravinskij til at komponere musikken til Robert Stevensons Jane Eyre (1943), men forhandlingerne faldt til jorden. Stravinskij brugte dog senere musik fra dette projekt i sit orkesterværk Ode (1943). Ligeledes gik en aftale om at skrive musikken til Henry Kings Sangen om Bernadette (1943) i vasken, da Stravinskij mente, at vilkårene var til filmproducerens fordel. Han inkorporerede dog musik skrevet til denne film i sin Symphony in Three Movements (1942-1945).
Stravinskijs usædvanlige brug af dominantseptimakkorder i sin arrangering af USA's nationalsang, Star-Spangled Banner, medførte i januar 1944 et besøg fra Bostons politi. De advarede ham om, at myndighederne kunne udstede en bøde på op til 100 dollars, hvis nationalsangen blev helt eller delvist omarrangeret. Politiet tog imidlertid fejl, da loven kun forbød brug af nationalsangen som dansemusik, marchmusik eller som del af et musikalsk medley. Hændelsen udviklede sig dog snart til en myte om, at Stravinskij var blevet anholdt og holdt i forvaring.
Stravinskij og hans hustru opnåede amerikansk statsborgerskab i december 1945. Deres vidne var skuespilleren Edward G. Robinson.

#### Sidste store værker (1945-1966)
Samme dag, som Stravinskij modtog sit amerikanske statsborgerskab, underskrev han en aftale med Boosey & Hawkes om en nyudgivelse af flere af sine værker. Han brugte sit nye statsborgerskab til at sikre sig rettighederne til materialet. Aftalen, som løb over fem år, indeholdt en garanti på 20.000 dollars for de to første år og 12.000 dollars for de resterende tre.
I 1945 bestilte impresario Paul Sacher et værk for strygere til Kammerorchester Basels 20-års jubilæum. Denne Concerto in D havde premiere i 1947. I januar 1946 dirigerede Stravinskij sin første uropførelse i USA, da Symphony in Three Movements blev opført i Carnegie Hall i New York City. I 1947 blev Stravinskij inspireret til at skrive sin engelsksprogede opera The Rake's Progress efter at have set William Hogarths billedserie af samme navn på en udstilling i Chicago, Illinois. Operaen handler om en ung mands moralske forfald, og librettoen blev skrevet af W.H. Auden i samarbejde med Chester Kallman. The Rake's Progress fik premiere i 1951 og markerede afslutningen på Stravinskijs nyklassicistiske periode. Under arbejdet med dette værk mødte Stravinskij den yngre dirigent Robert Craft, der blev hans personlige assistent og nære ven. Craft opfordrede ham til at komponere tolvtonemusik, og mødet indvarslede dermed Stravinskijs tredje og sidste musikalske periode, der varede indtil hans død.
I 1953 begyndte Stravinskij at komponere musik til en ny opera af Dylan Thomas, som handlede om verdens genopbygning efter en atomulykke. Projektet blev dog brat afsluttet af Thomas' død i november samme år. Til minde om sin ven skrev Stravinskij værket In Memoriam Dylan Thomas (1954) for tenor, strygekvartet og trækbasun.
I januar 1962 blev Stravinskij, i anledning af sin 80-års fødselsdag, hædret med en æresmiddag i Det Hvide Hus. Her overrakte præsident John F. Kennedy ham en æresmedalje for den verdensomspændende anerkendelse, hans musik havde opnået. I september samme år besøgte Stravinskij for første gang siden 1914 Rusland. Han blev inviteret af Unionen for Sovjetiske Komponister til at dirigere seks koncerter i Moskva og Leningrad. Under besøget mødte han både Sovjetunionens leder, Nikita Khrusjtjov, samt komponisterne Dmitrij Sjostakovitj og Aram Khatjaturjan. Stravinskij vendte først hjem til Hollywood i december 1962 efter en otte måneder lang turné. Efter mordet på Kennedy samme år komponerede Stravinskij Elegy for J.F.K (1963), som han skrev på blot to dage.
De mange rejser begyndte dog at påvirke Stravinskijs helbred. Han havde forhøjet blodprocent, hvilket svækkede hans bevægelser og evne til at tale. I 1965 fik dokumentaristen David Oppenheim tilladelse til at producere en dokumentar om Stravinskijs liv. Det følgende år fulgte et filmhold fra CBS den aldrende komponist, som modtog 10.000 dollars for sin medvirken. Dokumentaren omfattede blandt andet et besøg til Stravinskijs gamle feriebolig i Clarens, hvor han havde skrevet hovedparten af Le Sacre du printemps. Forsøg på at besøge hans barndomshjem i Ustyluh blev dog afvist af sovjetiske myndigheder. I 1966 afsluttede Stravinskij sit sidste store værk, Requiem Canticles.

#### Sidste år (1967-1971)
I februar 1967 dirigerede Stravinskij en koncert i Miami, Florida, hvor hans honorar for sådanne arrangementer var steget til 10.000 dollars. Efter denne optræden afviste Stravinskij som regel at deltage i arrangementer, der krævede, at han skulle flyve. En undtagelse var dog i maj 1967, hvor han fløj til Toronto, Canada, for at dirigere Pulcinella (1920) i Massey Hall med Toronto Symphony Orchestra. Værket var ikke fysisk krævende, men den aldrende Stravinskij måtte for første gang nogensinde dirigere siddende. Det blev hans sidste optræden som dirigent. Stravinskij mistænkte, at han havde fået et slagtilfælde under koncerten. I august blev han indlagt på et hospital i Hollywood med blødende mavesår, der krævede blodtransfusion. I sin dagbog noterede Craft, at han måtte made den syge Stravinskij og holde hans hånd: "Han siger, at varmen formindsker smerten."
I 1968 genoptog Stravinskij sin turné, men sad blandt publikum under koncerterne, mens Craft dirigerede. I oktober rejste Stravinskij, Vera og Craft til Zürich, Schweiz, for at ordne de sidste forretninger med Stravinskijs familie. De overvejede at blive i Schweiz, da de alle efterhånden var trætte af livet i Hollywood, men endte med at vende tilbage til USA.
I oktober 1969 flyttede Stravinskij og hans hustru, efter tre årtier i Californien, til New York City. Stravinskijs læge havde forbudt ham at rejse over Atlanten for at bosætte sig i Europa. Craft flyttede ind hos dem og satte dermed reelt sin egen karriere på standby for at pleje sin syge mentor. I april 1970 blev Stravinskij indlagt med lungebetændelse. To måneder senere rejste han til Schweiz for at se sin søn Fjodor en sidste gang.
I marts 1971 blev Stravinskij indlagt med lungeødem. Han forblev på hospitalet i ti dage, indtil han flyttede ind i en ny lejlighed på Fifth Avenue. Lungeødemet vendte imidlertid tilbage den 4. april, og Stravinskij stoppede herefter med at indtage mad og drikke. Han døde 88 år gammel den 6. april 1971. Tre dage senere blev han bisat i i Frank E. Cambell Funeral Chapel på Manhattan. I overensstemmelse med hans ønske blev Stravinskij begravet på den russiske afdeling af begravelsesøen San Michele i Venedig, Italien, efter en russisk-ortodoks gudstjeneste i Santi Giovanni e Paolo.
Stravinskij har en stjerne på Hollywood Walk of Fame, og i 1987 blev han posthumt tildelt en Grammy Lifetime Achievement Award.

## Personlighed
Stravinskij havde en livslang interesse for litteratur, der spændte over mange genrer. Som ung musiker var han særligt optaget af russiske myter og eventyr. Senere rettede hans interessere sig mod de store digtere fra antikken, og i sine ældre dage blev samtidens franske og engelske forfattere, såsom W.H. Auden og T.S. Eliot, centrale for ham.
Stravinskij var også dybt fascineret af billedkunst. Han samarbejdede blandt andet med Pablo Picasso på Pulcinella. Deres samarbejde udviklede sig med tiden til et nært venskab, hvor de udvekslede henholdsvis musikalske og kunstneriske værker. Et af de mest kendte eksempler på dette er Picassos berømte portræt af Stravinskij.
Politisk set var Stravinskij som ung liberal og støttede det borgerlige Kadetparti. Han skrev endda en nationalsang til den provisoriske regering, som kom til magten efter zar Nikolaj 2.s fald. Oktoberrevolutionen i 1917 forskrækkede ham dog dybt, og i 1930 udtalte han: "Jeg tror ikke, der findes nogen, som respekterer [Benito] Mussolini højere end jeg […] Han er Italiens og – forhåbentlig – hele Europas frelser." Efter en privat audiens hos Mussolini sagde han: "Medmindre mine ører bedrager mig, er Roms stemme også selve [Mussolinis] stemme. Jeg fortalte ham, at jeg selv føler mig som en fascist. Selvom han er en travl herre, viste Mussolini mig den store ære at tale med mig i tre kvarter. Vi talte om musik, kunst og politik."
Stravinskij genfandt dog sin ungdoms liberalisme, da han i 1940 flyttede til USA. Han udtalte: "[Europæerne] kan beholde deres generaler og førere [for dem selv]. Lad mig blot få lov til at beholde hr. Truman, så er jeg tilfreds." I 1964 rejste han til Jerusalem for at overvære uropførelsen af sin hebraiske kantate Abraham and Isaac, dirigeret af Robert Craft, som han dedikerede til den israelske stat.
I offentlighedens øjne fremstod Stravinskij som en sofistikeret verdensmand, der altid udstrålede ro og overskud. Han havde desuden et naturligt talent for forretning. Som pianist og dirigent besøgte han mange af verdens store byer, herunder Paris, Venedig, Berlin, London, Amsterdam og New York City, og han blev beundret for sin altid høflige, galante og hjælpsomme adfærd. Dog havde Stravinskij også ry for at være en notorisk skørtejæger, og det blev blandt andet hævdet, at han havde haft en affære med Coco Chanel. Stravinskij selv nævnte aldrig et sådant forhold, men Chanel fortalte om det til sin biograf, Paul Morand, i 1946. Deres samtale blev først offentliggjort 30 år senere. Stravinskij, hans kone Vera de Bosset, og hans nære samarbejdspartner Robert Craft har alle benægtet affæren, og modehuset Chanel afviser ligeledes grundlæggerens påstand. Den formodede affære mellem Stravinskij og Chanel blev fiktionaliseret i Chris Greenhaigs roman Coco & Chanel (2002), som senere blev filmatiseret med Anna Mouglalis og Mads Mikkelsen i hovedrollerne. Trods rygterne blev Stravinskij af de fleste beskrevet som et hengivent familiemenneske.

## Modtagelse
Premieren på Le Sacre du printemps i 1913 er en af musikhistoriens mest berømte begivenheder, og Stravinskij selv beskrev ofte aftenen som en "skandale." Publikum brød ud i regulære slagsmål, og politiet måtte være til stede under anden akt. Omfanget af tumulten er stadig genstand for debat.

I 1998 inkluderede Time Stravinskij på en liste over det 20. århundredes 100 mest indflydelsesrige personer. Han var ikke kun en berømt komponist, men også en populær pianist og dirigent. I 1923 skrev komponisten Erik Satie en artikel om Stravinskij tilVanity Fair, hvor han blandt andet argumenterede for, at komponister ikke burde sammenlignes med hinanden. I stedet burde deres værker vurderes ud fra deres egne iboende egenskaber.
Komponisten Marc Blitzstein anerkendte Stravinskij som en stor musiker, men mente alligevel, at han ikke var "stor nok." Blitzstein sammenlignede i den forbindelse Stravinskij med Jacopo Peri og C.P.E. Bach og kritiserede, som marxist, Stravinskijs formalistiske forsøg på at adskille musikken fra den omgivende virkelighed. Constant Lambert gav også en kritisk vurdering af Stravinskijs musik og beskrev den som "koldblodet abstraktion" bestående af meningsløse "melodiske fragmenter."
I sin bog Den nye musiks filosofi (1949) beskrev filosoffen Theodor W. Adorno Stravinskij som en "akrobat" og talte om "skizofrene" og "psykotiske" træk i mange af Stravinskijs værker. Adorno sammenlignede Stravinskijs rytmiske gentagelser med en skizofren patients stive og uophørlige repetition af bevægelser og ord.
Stravinskijs omdømme i Rusland og Sovjetunionen ændrede sig gradvist fra at være negativt til positivt. Hans musik var forbudt fra cirka 1933 til 1962. Det var først, da Nikita Khrusjtjov inviterede ham på et officielt statsbesøg i Sovjetunionen, at Stravinskijs musik blev rehabiliteret. I 1972 gav kulturminister Jekaterina Furtseva ordre til, at Sovjetunionens musikere skulle "studere og beundre" Stravinskijs musik.

## Værker
Stravinskijs mest berømte værker omfatter blandt andet:

### Balletter
- L'Oiseau de feu (1910)
- Pétrouchka (1911)
- Le Sacre du printemps (1913)

### Operaer
- Le Rossignol (1914)
- Mavra (1922)
- Renard (1922)
- Oedipus Rex (1927)
- Perséphone (1934)
- The Rake's Progress (1951)
- The Flood (1962)

### Teater
- L'Histoire du soldat (1918)